# Българско военно гробище (Беранци)
Българското военно гробище в Беранци е създадено по време на Първата световна война. В селото съществува войнишки паметник на загинали войници и подофицери от 81-ви пехотен полк. Заедно с полковия паметник, е имало още над 120 гроба на български войници и офицери, обособени в полково гробище, от което са запазени само няколко кръста.
Върху четирите страни на паметника се четат имената на:

Офицери
- Младши подофицер Кръстев Н. Момчилов от село Долна Мелна, Трънско
- Младши подофицер Илиев И. Георгиев от село Ярловци, Трънско
- Мл. под. Сокол Кърстанов от с. Куманица, Соф., убит на 22 май 1918 г.

Редници
- Бълев К. Кръстев от село Драинци, Трънско
- Радев Р. Цветков от село Драинци, Трънско
- Божилов Т. Михалков от село Ново село, Царибродско
- Антов А. Кръстев от село Бяла Черква, Търновско
- Митров И. Григоров от с. Дряново, Софийско, убит на 1 септември 1917 г.
- Георгиев Д. Стоянов от с. Байлово, Софийско, убит на 1 септември 1917 г.
- Пенков И. Стефанов от село Слатина, Софийско, убит на 25 февруари 1918 г.
- Мустафов А. Мустафов от с. Дукапса, Софийско, убит на 26 февр. 1918 г.
- Манчев С. Николов от с. Врабча, Трънско, убит на 5 май 1918 г.
- Мустафов М. Реджебов от Надарево, Ескиджум. (Търговищко), убит на 1 септември 1918 г.
- Юсеинов А. Алиев от село Лесидрен, Тетевенско, убит на 1 септември 1918 г.
- Юсеинов Ю. Чакъров от с. Тръстеник, Русенско, убит на 1 септември 1918 г.
- Симов Ш. Исмаилов от с. Галата, Тетевенско, убит на 1 септември 1918 г.
- Юсеинов М. Сюлюманов от Осман пазар /Омуртаг/, убит на 1 септември 1918 г.
- Мехмедов М. Юсеинов от Ески Джумая /Търговище/, убит на 1 септември 1918 г.
- Михов Д. Тодоров от с. Негован, Софийско, убит на 1 септември 1917 г.
- Костов Б. Будинов от с. Мало Бучино, Соф., убит на 1 септември 1917 г.
- Генков П. Димитров от с. Саранци, Соф., убит на 1 септември 1917 г.
- Илов Н. Лазаров от с. Студена, Соф., убит на 1 септември 1917 г.
- Иванов С. Колев от с. Банкя, Трънско, убит на 9 май 1918 г.[1]